# Борисова, Пелагея Ивановна
Пелаге́я Ива́новна Бори́сова (род. 1931) — советский передовик сельского хозяйства. Герой Социалистического Труда (1966).

## Биография
Родилась 10 мая 1931 года в селе Пичпанда, Зубово-Полянского района Мордовской АССР в крестьянской семье.
С ранних лет в трудные годы Великой Отечественной войны П. И. Борисова, вместе с матерью выполняла всю тяжёлую работу, которую до этого выполняли взрослые.
С 1949 года П. И. Борисова работала в питомнике плодопитомнического совхоза «Красное Сельцо» Рузаевского района.
С 1960 по 1986 годы — бригадир совхоза «Красное Сельцо» Рузаевского района Мордовской АССР.
Каждый год бригада под руководством П. И. Борисовой выращивала до — 170 тысяч саженцев.  П. И. Борисова была постоянной участницей  Выставки достижений народного хозяйства СССР в Москве.
30 апреля 1966 года Указом Президиума Верховного Совета СССР «за выдающиеся успехи, достигнутые в увеличении производства и заготовок картофеля, овощей, плодов и винограда»  Пелагея Ивановна Борисова была удостоена звания Героя Социалистического Труда с вручением Ордена Ленина и золотой медали «Серп и Молот».
Делегат XXIV съезда КПСС (1971).
С 1986 года П. И. Борисова ушла на заслуженный отдых.
Жила в поселке Красное Сельцо, Рузаевского района Республики Мордовия.

## Награды
- Медаль «Серп и Молот» (30.04.1966)
- Орден Ленина (30.04.1966)